# Fritz, a macska
A Fritz, a macska (eredeti cím: Fritz the Cat) 1972-ben bemutatott amerikai rajzfilm, amely Robert Crumb Fritz, a macska című képregénye alapján készült. Az animációs játékfilm rendezője és írója Ralph Bakshi, producere Steve Krantz. A zenéjét Ed Bogas és Ray Shanklin szerezte (utóbbi a Garfield rajzfilmek zenéjét is szerezte). A mozifilm a Steve Krantz Productions, a Fritz Productions és az Aurica Finance Company gyártásában készült, a Cinemation Industries forgalmazásában jelent meg.
Amerikában 1972. április 12-én mutatták be a mozikban, Magyarországon 1998. március 13-án az HBO-n vetítették le a televízióban.

## Szereplők
| Szereplő                   | Eredeti hang    | Magyar hang                                                        |
| -------------------------- | --------------- | ------------------------------------------------------------------ |
| Fritz                      | Skip Hinnant    | Kálloy Molnár Péter                                                |
| Duke                       | John McCurry    | Kránitz Lajos                                                      |
| John                       | John McCurry    | Selmeczi Roland                                                    |
| Blue                       | John McCurry    | Rajkai Zoltán                                                      |
| Oposszum                   | N/A             | Rajkai Zoltán                                                      |
| Ralph, a zsaru             | Phil Seuling    | Gesztesi Károly                                                    |
| Al, a zsaru                | Ralph Bakshi    | Galbenisz Tomasz                                                   |
| Munkás disznó              | Ralph Bakshi    | Várkonyi András                                                    |
| Munkás kutya               | Ralph Bakshi    | Melis Gábor                                                        |
| Mesélő                     | Ralph Bakshi    | Szilágyi Zoltán                                                    |
| Nagy Bertha                | Rosetta LeNoire | Kocsis Mariann                                                     |
| Charlene                   | Mary Dean       | Kocsis Mariann                                                     |
| Dee Dee                    | Mary Dean       | Orosz Anna                                                         |
| Harriet                    | Mary Dean       | Kökényessy Ági                                                     |
| Winston Schwartz           | Judy Engles     | Kiss Erika                                                         |
| Gyík vezetőnő              | Judy Engles     | Szirtes Ági                                                        |
| Kék sapkás holló           | Charles Spidar  | Pathó István                                                       |
| Fritz kutya barátja        | N/A             | Boros Zoltán                                                       |
| Földimalac                 | N/A             | Boros Zoltán                                                       |
| Fritz nyúl barátja         | N/A             | Pusztaszeri Kornél                                                 |
| Csirke szállító kutya      | N/A             | Pusztaszeri Kornél                                                 |
| Zöld kabátos holló         | N/A             | Szokol Péter                                                       |
| Sárgarigó                  | N/A             | Tolnai Miklós                                                      |
| Pele                       | N/A             | Orosz István                                                       |
| Oroszlán takarítónő        | N/A             | Némedi Mari                                                        |
| Sony                       | N/A             | Imre István                                                        |
| Alacsony oroszlán rabbi    | N/A             | Kenderesi Tibor                                                    |
| Vörös-szemű oroszlán rabbi | N/A             | Versényi László                                                    |
| Oroszlán rabbi             | N/A             | Simon György                                                       |
| Hollók                     | N/A             | Cs. Németh Lajos Konrád Antal Némedi Mari Németh Gábor Szirtes Ági |

## Televíziós megjelenések
HBO